# Wyeomyia stonei
Wyeomyia stonei är en tvåvingeart som beskrevs av Vargas och Martinez Palacios 1953. Wyeomyia stonei ingår i släktet Wyeomyia och familjen stickmyggor. Inga underarter finns listade i Catalogue of Life.